# Emma Wareus
Emma Wareus (Gaborone, 28 luglio 1990) è una modella botswana, incoronata Regina continentale africana in occasione di Miss Mondo 2010, che si è tenuto il 30 ottobre 2010 a Sanya, dove si è anche classificata al secondo posto.
Si tratta del miglior piazzamento per una concorrente del Botswana nella storia del concorso di bellezza Miss Mondo, oltre che il secondo miglior piazzamento di una reginetta di bellezza nella storia del Botswana, dietro soltanto a Mpule Kwelagobe che vinse Miss Universo 1999.
Emma Wareus si è diplomata nel 2008 presso la Rainbow High School.